# Démographie du Mali
Le Mali possède l'un des taux de fécondité les plus élevés au monde avec plus de six enfants par femme en 2018. Il est aussi l'un des pays les plus pauvres, avec un indice de développement humain classé 160e sur 169 pays (en 2010).

## Évolution de la population

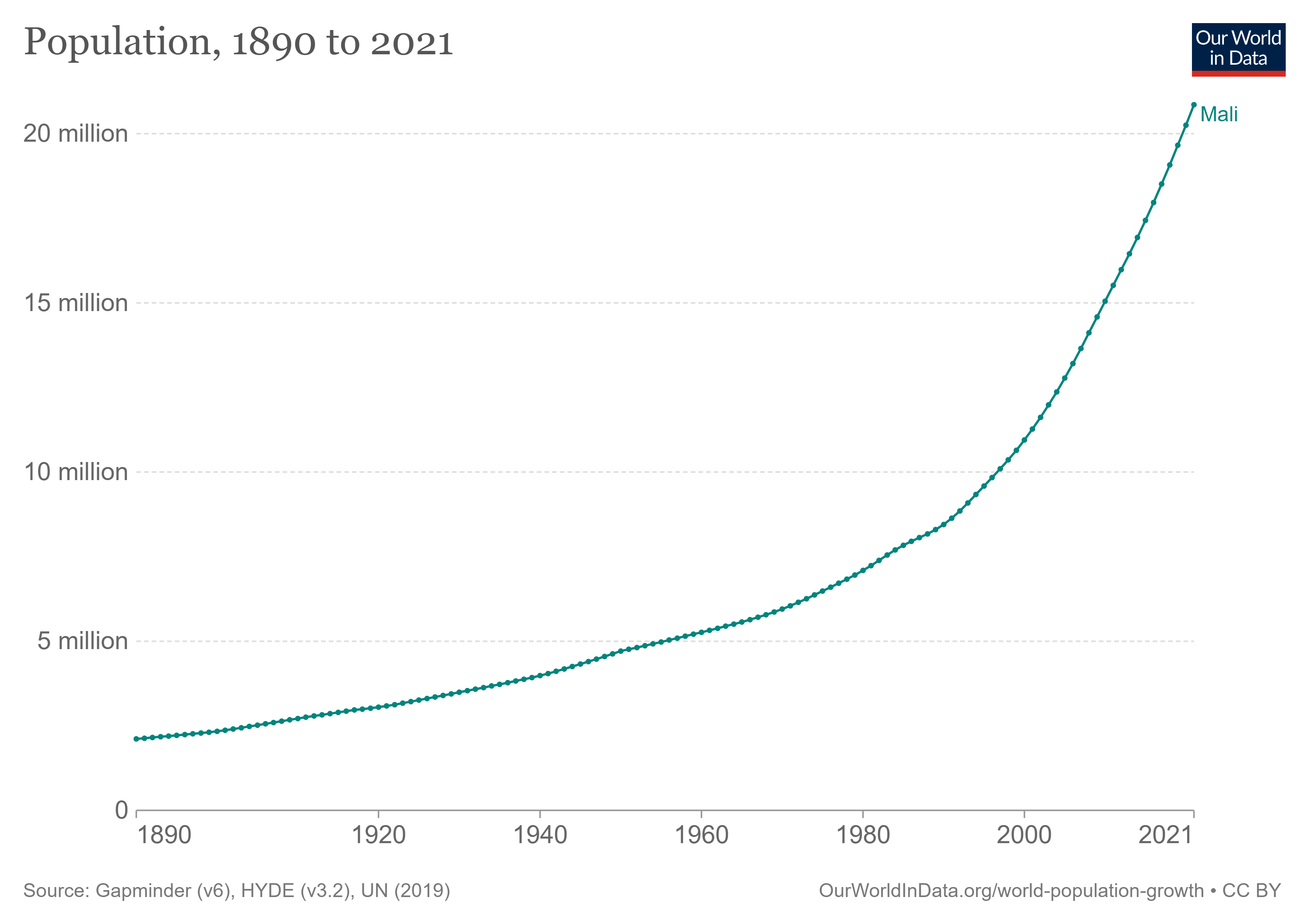
Évolution démographique

## Migration et composition culturelle

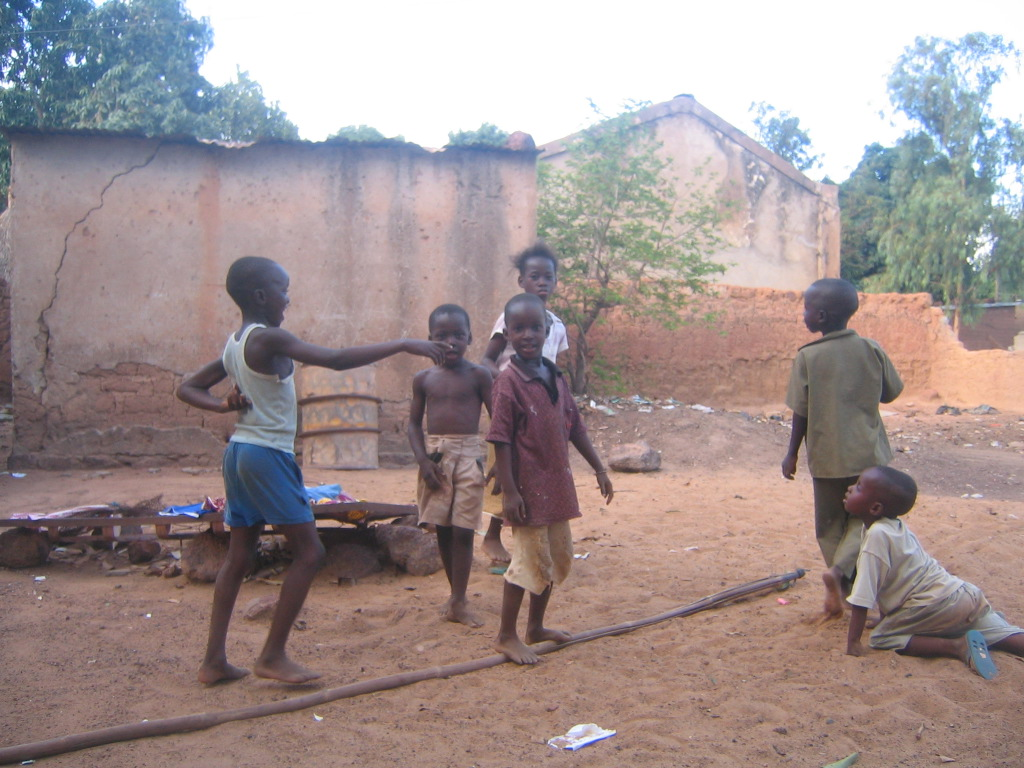

## Recensement et RAVEC
Le gouvernement malien procède depuis le 26 octobre 2008 au recensement administratif à vocation d’état civil (RAVEC). Cette opération, d’un coût estimé à 9 milliards de francs cfa, doit permettre de constituer un fichier central avec attribution d’un numéro unique à chaque malien. Les données biométriques (empreinte digitale et photo) doivent être recueillies. Le RAVEC doit permettre également d’attribuer un acte de naissance aux 5 millions d’enfants maliens âgés de 0 à 5 ans.
Le quatrième recensement général de la population et de l'habitat s'est déroulé du 1er au 14 avril 2009. Organisé par la direction nationale de la statistique et de l'informatique (DNSI), il doit permettre de connaître l'effectif global de la population, sa structure par sexe et par âge et sa répartition spatiale selon les différentes entités administratives et le milieu de résidence et de mieux cerner les caractéristiques des ménages et de leurs conditions de vie et d'habitation. Les précédents recensement avaient eu lieu en 1976, 1987 et 1998.
Le mercredi 7 octobre 2009, le Conseil des Ministres a examiné une communication relative aux résultats provisoires. La population résidente s’élève à 14 517 176 habitants contre 9 810 911 habitants en 1998, soit un taux de croissance annuelle moyen de 3,6 %.

## Fécondité
En 2018, le taux de fécondité au Mali s'élève à 6,3 enfants par femme.
|               | 2001 | 2006 | 2013 | 2018 |
| ------------- | ---- | ---- | ---- | ---- |
| Milieu urbain | 5,5  | 5,4  | 5,0  | 4,9  |
| Milieu rural  | 7,3  | 7,2  | 6,5  | 6,8  |
| Total         | 6,8  | 6,6  | 6,1  | 6,3  |